# Zasłonak olszniakowy
Zasłonak olszniakowy (Cortinarius alneus M.M. Moser) – gatunek grzybów należący do rodziny zasłonakowatych (Cortinariaceae).

## Systematyka i nazewnictwo
Pozycja w klasyfikacji według Index Fungorum: Cortinarius, Cortinariaceae, Agaricales, Agaricomycetidae, Agaricomycetes, Agaricomycotina, Basidiomycota, Fungi.
Po raz pierwszy opisał go w 1967 r. Meinhard Moser. Synonimy:
- Cortinarius alneus M.M. Moser 1953 (bazonim)
- Hydrocybe alnea M.M. Moser 1953
- Telamonia alnea M.M. Moser ex Hlaváček 1985

Nazwę polską nadał mu Andrzej Nespiak w 1981 r.

## Występowanie i siedlisko
Podano stanowiska tylko w niektórych krajach Europy. Władysław Wojewoda w 2003 r. przytoczył 4 jego stanowiska w Polsce z uwagą, że jego rozprzestrzenienie i stopień zagrożenia nie są znane, ale jest bardzo rzadki. W późniejszych latach podano nowe stanowiska.
Naziemny grzyb mykoryzowy. Występuje w lasach pod olszami.